# 尚稷
尚 稷（しょう しょく、生年不詳 - 宣徳9年（1434年））は、琉球王朝第二尚氏王統の初代国王である尚円王（はじめ金丸を名のる）の父。伊平屋里主とも呼ばれた。
古の人物につき王府の史書でもその詳細を欠いている。記されているわずかな情報は、伊是名島（現・島尻郡伊是名村）首見（諸見）村の人であったこと、妃の生没年（洪武29年（1396年） - 宣徳9年（1434年）2月2日）、妃とともに伊是名玉陵に葬られたこと、長男が尚円で次男に尚宣威がいる、という程度である。生年不詳となっているが、長男の尚円の生年が永楽13年（1415年）であることから、1400年以前であることが推測される。
あとは史書でも「遺老伝」にてと断ったうえで、「尚円には弟・尚宣威のほか、姉・叔父・叔母がおり、阿武加那志と称する姉の子孫、銘苅里主と称する叔父の子孫、多嘉屋田阿武と称する叔母の子孫がいる」という記録があり、尚稷には弟と妹がいたことが言及されているが、これらは既に昔の事なので詳細は不明だとしている。なお、ここで叔父であるとされている向元輔・銘苅親方朝烈を元祖とする銘苅家は、のちに子孫へ家譜が給され、夫地頭であるにもかかわらず家譜を持つという例外的な扱いをうけた。また王叔にあたる者は原則として王子位になるが、銘苅家の場合はここでも例外的に親方位となっている。これは、尚円王統の出自を伊是名とする話が後世の創作であったとの説の論拠ともなっている（伊是名出身とする根拠にするため、伊是名の有力者を尚円の叔父としたが、実際に叔父ではなかったため親方位にとどめた）。
康熙38年（1699年）2月7日を以って王号を追贈され、尚円以下の歴代の王とならび円覚寺において祀られるようになった。
『中山世譜』など王府史書では、尚円王の父・尚稷は、舜天王統の第三代王・義本の末裔であるとの説が記されている。また、天孫氏の末裔との説も紹介している。
墓は伊是名玉陵という説、山川の玉陵という説などがある。

## 系譜
父母は不明である。弟と妹がいるが、この一族は代々伊是名島で夫地頭職と神職を世襲していた。妃との間に2男1女を授かり、長男が第二尚氏王統を創始した尚円で、次男の尚宣威は尚円の死後に登位し、第二尚氏王統2代王となった。
- 父：名不詳（伊平屋大主）
- 母：名不詳
  - 弟：向元輔・銘苅親方朝烈（実際の弟かは不明）
  - 妹：多嘉屋田阿武（実際の妹かは不明）

- 妃：童名不詳（号は瑞雲）
  - 長女：童名不詳・阿武加那志
  - 長男：尚円（第二尚氏王統初代王）
    - 長孫：尚真（第二尚氏王統3代王）　

  - 次男：尚宣威（第二尚氏王統2代王）

翁氏の家譜によると、
〇　長男　大米須親方(翁氏の鼻祖)
〇　次男　上間大親(西原殿内元祖)
〇　三男　尚円王(第二尚氏一世)
〇　四男　尚宣威王(後世越来村仲宗根一党)
- 大米須親方→米須里主→翁氏一世国頭親方盛順→翁氏二世城間親方盛久

## 経歴（月日は旧暦）
- 1400年（建文年）以前 - 出生。
- 1415年（永楽年） - 長男尚円が生まれる。
- 1430年（宣徳5年）- 次男・尚宣威が生まれる。
- 1434年（宣徳9年）- 死去。
- 1470年（成化6年）- 長男・尚円が国王となる（第二尚氏王統の成立）。
- 1699年（康熙38年）- 王の父たるを以て王号を追贈される。